# Al-Bakillani
Al-Bakillani (arab. ٱلْبَاقِلَّانِيّ) (pełne imię: Abu Bakr Muhammad Ibn at-Tajjib al-Bakillani), ur. ok. 940 prawdopodobnie w Basrze, zm. 5 czerwca 1013 w Bagdadzie – najwybitniejszy aszarycki teolog swoich czasów.

## Życiorys
Wspólnie z Ibn Furakiem i Al-Isfarajinim studiował w Basrze pod kierunkiem Abu al-Hasana al-Bahiliego, który był uczniem samego Al-Aszariego. Uczył się również w Bagdadzie, gdzie pobierał nauki u innego studenta Al-Aszariego, Ibn Mudżahida. Jednocześnie będąc malikitą studiował fikh u najważniejszego przedstawiciela tej szkoły w ówczesnym Iraku, Al-Abhariego. W 970 przyjął zaproszenie od Bujidy Aduda ad-Dauli (949–983) i udał się na jego dwór w Szirazie. Według wszelkiego prawdopodobieństwa w 978 powrócił do Bagdadu wraz z Adud ad-Daulą. Jakiś czas później został głównym sędzią (kadi al-kudat) Bagdadu, przy czym do jego obowiązków należało mianowanie i nadzór nad sędziami, kaznodziejami i inspektorami rynków innych regionów państwa Bujidów.
Jego dwie udane misje dyplomatyczne, jedna w Bizancjum z ramienia Aduda ad-Dauli (981 lub 982), druga zaś w 1011 u Baha ad-Dauli (989–1012) z ramienia kalifa Al-Kadira (991–1031), świadczą o jego politycznych wpływach i szacunku jakim cieszył się wśród abbasydzkich kalifów. W Bagdadzie brał udział w publicznych debatach z mutazylitami i szyitami, w tym z najważniejszym ówczesnym teologiem wśród tych ostatnich, Asz-Szajchem al-Mufidem. Miał również wziąć udział w dyskusji z chrześcijańskimi teologami na bizantyńskim dworze. Po śmierci pochowano go na cmentarzu Bab al-Harb w pobliżu grobu Ibn Hanbala. Jego najważniejszym uczniem był Abu Dżafar as-Simnani.

## Poglądy
Jego teologia w istotnych punktach pozostaje zgodna z poglądami innych aszarytów. W historii szkoły zapisał się przede wszystkim jako pierwszy myśliciel, który w swoim dziele Kitab at-Tamhid dokonał systematycznego wykładu aszaryzmu. Szczególnie dbał przy tym o przedstawienie koniecznych jego zdaniem definicji teologicznych pojęć. Jego praca stała się pierwowzorem dla późniejszych dzieł Abd al-Kahira al-Baghdadiego (zm. 1037) i Dżowajniego, którzy postępując za jego przykładem starali się dokonać systematycznego wykładu zasad aszaryzmu. Spośród wcześniejszych aszarytów wyróżniał go również fakt, iż starał się ustalić racjonalne przesłanki konieczne do klasyfikacji źródeł ludzkiej wiedzy oraz udowodnienia stworzenia (hudus) świata (dowód opierający się na logicznej konieczności Stworzyciela, muhdis), na podstawie aszaryckiej teologii. Była to główna przyczyna jego zainteresowania kosmologią i naukami naturalnymi. Był pierwszym aszaryckim teologiem, który swoje teologiczne nauki poprzedzał rozważaniami na temat źródeł wiedzy oraz ogólną charakterystyką świata stworzonego i kosmosu. Można u niego zaobserwować proces postępującej integracji teologii i naturalistycznej filozofii, reprezentowanej przez takie teorie jak atomizm, na którym oparł swoje wyjaśnienie pojęcia „powstania z martwych” oraz dowód na istnienie Boga. W rezultacie Al-Bakillani uznał jednak, że wiara w istnienie atomów, powiązana przez niego z takimi teologicznymi prawdami jak zmartwychwstanie i istnienie Boga, należy do obowiązków każdego muzułmanina. Ta idea była dalej podtrzymywana przez niektórych aszarytów, w tym Dżowajniego.
W odróżnieniu od innych aszaryckich teologów nie odrzucił teorii stanów (ahwal) mutazylity Abu Haszima al-Dżubba’iego, dokonując jedynie takiej jej modyfikacji, która pozwalała mu wierzyć w boskie atrybuty (sifat) jako rzeczywiste znaczenia aktualnych bytów (maʿani), jego zdaniem mające jedynie egzystować w stanach Istoty Boga. W sumie dokonał zatem utożsamienia stanów Abu Haszima ze swoim własnym rozumieniem boskich atrybutów. Nawiązując do rozwiniętej przez Al-Aszariego teorii pozyskiwania (kasb) czynów stwierdzał, że ogólna treść ludzkich aktów, takich jak ruch, jest rzeczywiście bezpośrednio stwarzana przez Boga, jednak to od nas zależy czy ten ruch przyjmie formę np. usiądnięcia, czy jakąś inną. Według Fachr ad-Dina ar-Raziego al-Bakillani twierdził, że istota aktu zachodzi za sprawą Boga, ale jego kwalifikacja jako posłuszeństwa lub nieposłuszeństwa jest rezultatem władzy człowieka. Al-Bakillani wprowadził zatem do aszaryckiej teorii ludzkiego działania element wolności. Wierzył również w wyższość aniołów nad prorokami, przy czym według Ibn Hazma uważał bezgrzeszność (isma) tych ostatnich za mającą miejsce jedynie w odniesieniu do ich prorockiej misji.
W dłuższym okresie czasu jego najważniejszym dziełem okazało się Idżaz al-Kuran (Niepowtarzalność Koranu), gdzie zajął się kwestią niezwykłych walorów Koranu, nie tylko w zakresie jego treści religijnej, ale również formy językowej i literackiej. Ta praca spotkała się z szerokim odzewem nie tylko wśród teologów, lecz również literatów, Al-Bakillani bowiem poświęcił w niej osobny rozdział porównaniu najpiękniejszej poezji okresu dżahilijji i utworów późniejszych poetów z wybranymi wersetami Koranu, przyznając wyższość tym ostatnim. O wartości tego dzieła stanowią m.in. teoretyczne rozważania autora z zakresu arabskiej retoryki oraz cenne analizy krytyczno-literackie.
W odpowiedzi na wyzwanie rzucone przez mutazylitów Al-Bakillani wprowadził obszerny materiał zaczerpnięty z aszaryckiej dialektycznej teologii do teorii prawa. Pozostawało to w jaskrawej niezgodzie z praktyką samego Aszariego, który naciskał na ścisły rozdział prawa i teologii. To nowe podejście spotkało się początkowo z szeroką opozycją, ostatecznie jednak przeważyło w sunnickich szkołach prawa, z wyjątkiem hanafickiej. W sumie Al-Bakillani wraz ze współczesnym mu mutazylitą Abd al-Dżabbarem (zm. 1024) wywarł ogromny wpływ na ówczesną naukę fikhu.